# ブリヂストン・マリポーサ

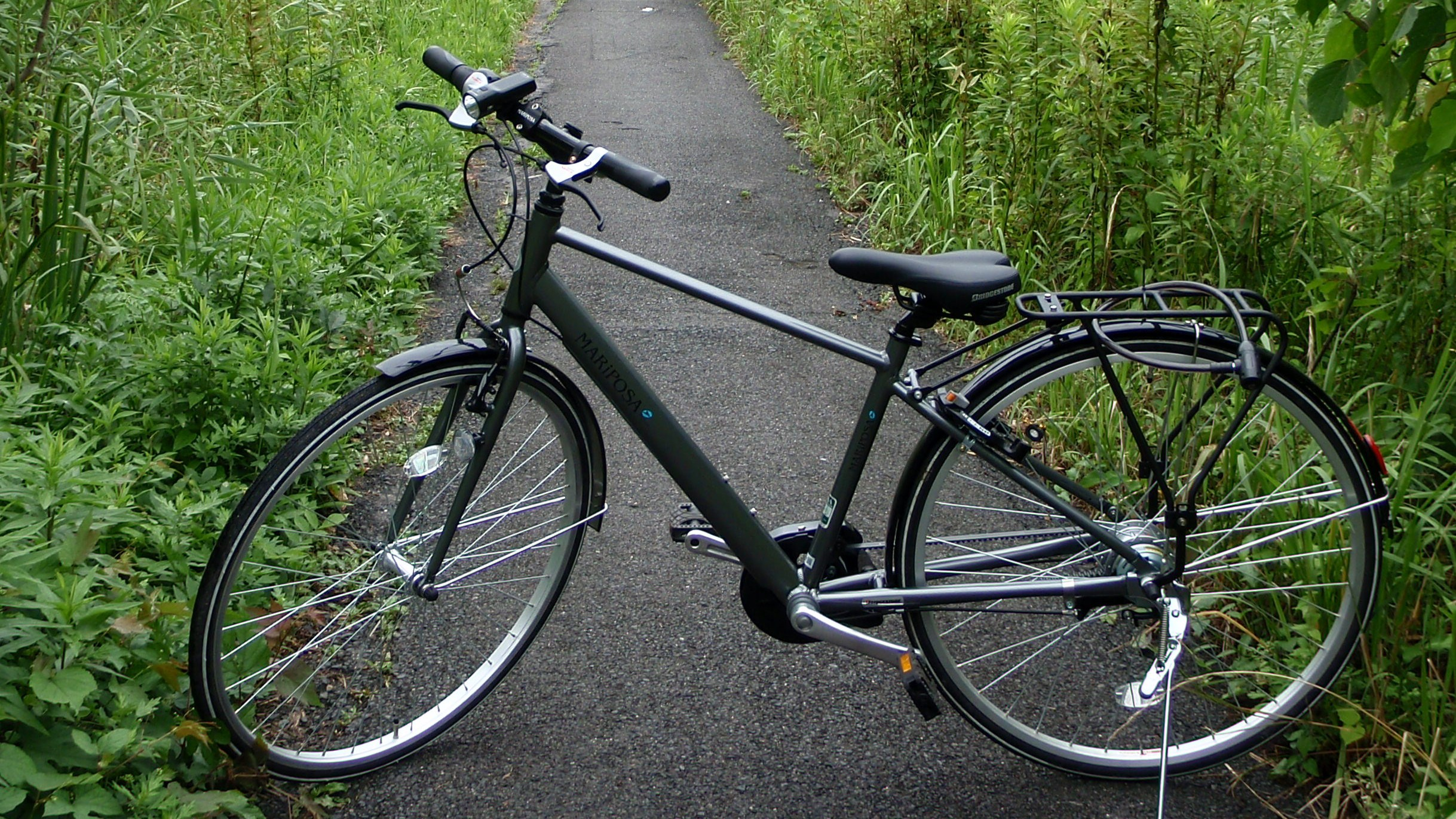
マリポーサオム2009年モデル

ブリヂストン・マリポーサ（MARiPOSA）はブリヂストンサイクルから販売されていたシティサイクルである。

## 概要
キャッチコピーは「颯爽とクールに走って身体をリフレッシュ」。都市部に在住し、健康に関心を持つ20～30代の女性を主要購買層として想定した自転車とされている。自転車に興味はあるが、クロスバイクには抵抗感がある女性（強い前傾姿勢や、股を開く乗車動作の面で抵抗感がある）やビギナー（いきなりクロスバイクを買うことに抵抗感がある）を対象としており、市街地舗装路での軽いスポーツ走行を想定した設計がなされている。

## 特徴
- ベルトドライブである。また従来のブリヂストンのベルト車のフローティング方式と異なり、V字テンショナーによる方式を新たに採用した。またそれにより楕円ギアの採用が可能になり、ダイレクトかつ回しやすいペダリングを実現したとしている。姉妹機種のブリヂストン・プレスティーノでも同様のドライブトレインが採用されている。
- 変速機は、全モデルが内装変速機を装備。上位機種には内装8段変速機を採用。
- 後輪ブレーキには、ローラーブレーキを採用。
- 強い制動力が必要な前輪ブレーキには、マウンテンバイクやクロスバイクと同じVブレーキを採用。パワーモジュレータも装備。
- タイヤは軽快車と同様の26インチ1・3/8WO、または小径車と同様の20インチ1・1/8WOである。街の自転車屋でチューブ交換が可能である。また、純正タイヤはシティサイクルとしては非常に細く、断面が凸状であり、小さい接地面積による低い転がり抵抗を実現している。（26インチ型での実質的なタイヤ幅は28mm程度である）。
- サドルや乗車姿勢ははコンフォート系クロスバイク（ジャイアント CS3000など）と同種の比較的固い細身のサドル、弱い前傾姿勢となっている。また、BBが前に出ている通常のシティサイクルとは異なり、マリポーサのBBはクロスバイク同様、比較的後方にあるため、骨盤を立てやすく、ペダルに力を入れやすい。
- 車体はアルミニウムを主用しており、重い内装変速機を装備している割には軽い車重（14kg前後）を実現している。これは安価なクロスバイク（実測15kg前後）と同等〜やや軽い車重である。
- 曲線を巧みに用いて、トップチューブを低くしたフレームデザイン（メーカーはグラジュアルカーブフレームと称している。）は、女性が脚を閉じたまま乗車することが可能であり、スカート姿での乗車も可能である。スカート姿の乗車は、スポーツ走行としては推奨できないが、後述するように、オプションの追加によって、通常のシティサイクルとしての使用も可能としている。
- 市街地走行に不可欠なドロヨケやスタンドが標準装備。また、オプションとして頑丈で大きな前カゴと鍵が装着可能である。そして、後部キャリアの装着を考慮したブラケットが備わっており、容易にキャリアを装着できる。この場合、電池式前照灯を追加すると、使い勝手は通常のシティサイクルとまったく変わらない（当然、オプション追加により、重量は若干増加する）。
- ボトルケージを装着可能なネジ穴が存在している。

上記の特徴によって、マリポーサは街の自転車屋で気軽に整備や修理が可能なシティサイクルでありながら、コンフォート系クロスバイクと同等の走行性能を獲得している（とはいえ、本格的なクロスバイクと比較した場合には、重量が約4kg重く、変速段数が約1/3であり、高圧タイヤを使用していないマリポーサの走行性能はやや劣る）。またクロスバイクと比較して、メンテナンスの頻度も大幅に改善されている。なお、通常の自転車と異なり、マリポーサではブレーキや変速機のワイヤー類がフレーム内を通っており、大掛かりなメカニズムであるベルト駆動機構は、最小限のカバーで巧みに隠されて存在を感じさせないようになっている。これらの工夫が、コンパクトな内装変速機、フレームやドロヨケなどのデザインと相まって、マリポーサを非常に垢抜けた外観としている。マリポーサにはクロスバイクのような仰々しさが一切感じられず、なおかつ市街地を走って軽く汗を流す程度のスポーツ走行であれば充分に可能であり、オプションの追加により通常のシティサイクルとしての使用も可能である。マリポーサは、コンセプトと設計・デザインが非常に成功しており、よく考えられた自転車であると言える。

## 開発者
漫画並木橋通りアオバ自転車店で、マリポーサの開発者が登場しており、企画：浦野篤、設計：合田昌央、デザイン：川畑真澄の3人が紹介されている。　自動車とは違い、自転車で開発者の名前が表に出るのは比較的珍しい事である（モールトンを開発した、アレックス・モールトンや、A-bikeを開発したサー・クライブ・シンクレアのような例はある）

## 車種
2007年モデル
マリポーサ

2007年の4月1日に発売された。26インチ型
- MR68B　26インチ　　　内装8段変速　車重14.6kg
- MR63B　26インチ　　　内装3段変速　車重13.9kg

マリポーサ・ミニ

2007年の5月25日に発売された。ミキストフレームの20インチ型小径車
- MR28B　20インチ　　　内装8段変速　車重14.6kg
- MR23B　20インチ　　　内装3段変速　車重13.9kg

マリポーサ・E.A.ミニ

2007年の5月28日に発売された。マリポーサ・ミニに電動アシスト機能を搭載したもの。このタイプのみLEDランプ搭載であり、通常の自転車と同様のチェーン駆動である。バッテリーを搭載しているため、車重は19.9kgある。
- MR23L7　20インチ　　　内装3段変速

色はブラックベリー、ピュアレッド、オーロラホワイトの3種類を、全グレードで選択可能。

2008年モデル
従来の26インチモデルに加え、27インチモデルが追加された。26インチモデルは、2007年モデルを踏襲し、グラジュアルカーブフレームであるが、27インチモデルは、通常のクロスバイクのような変形ダイヤモンドフレームである。そして8段変速の全て、および3段変速の一部のモデルにブリヂストンサイクルのオリジナルサイクロコンピュータ「emeters」が装備されている。emetersはPCを介してソーシャル・ネットワーキング・サービスに走行データをアップロード出来ると言う、通常のサイクロコンピュータには無い新機能がある。
また、26インチを「カルバ」（「曲がり道」の意。グラジュアルカーブフレームに掛けたと思われる）、27インチを「オム」（「男性」の意）とサブタイプ名が命名され、26インチは女性向け、27インチは男性向けとはっきり分けられた。カラーリングも徹底され、26インチは女性向けの色のみ、27インチは男性向けの色のみとなっている。
以上のモデルチェンジに対しては、

- 男性でも26インチを好む層が多いこと（ホイールが軽量である26インチの方が、加速に有利であるため、都市部の移動では男性でも26インチの方が良いとする意見も根強い）。

- マリポーサ・オムの外観はクロスバイクに近く、「シティサイクルの外観ながら、クロスバイクに迫る性能を出せる26インチマリポーサ」と比較すると魅力に乏しいと言う意見も存在すること。

- 8段変速モデルでは、最初からブリヂストン純正のサイクロコンピュータが付属しており、自分の好みのサイクロコピュータを買うと無駄になること

と言った見地から、2008年モデルチェンジの是非については、賛否両論の意見がある。
マリポーサ・カルバ

26インチ型。emetersを除けば2007年型のマリポーサとほぼ同様であるが、車体色が変更された。
色はボトムレッド（茶に近い赤）、オーロラホワイトの2種類が全グレードで選択可能。また3段変速のみピュアピンクを追加選択可能。
マリポーサ・オム

27インチ型。通常のクロスバイクのような変形ダイヤモンドフレームである。
色はブラックベリー、ピュアチタンの2種類が全グレードで選択可能。また3段変速のみスチールグレイを追加選択可能。
マリポーサ・ミニ

emetersを除けば2007年型とほぼ同様である。
色はブラックベリー、オーロラホワイトの2種類が全グレードで選択可能。また3段変速のみアクティブレッドとグラスグリーンを追加選択可能。

マリポーサ・E.A.ミニ

基本構成は2007年型と同様であるが、電動アシスト制御機能が進化した。具体的にはアシストプログラミングが更新され、なおかつ乗り手がアシスト比率を切り替えできる「オートエコモードプラス」が追加搭載されている。
色はブラックベリー、オーロラホワイト、アクティブレッドを選択可能

## 車名の由来
スペイン語の「蝶」より。都市間を移動する自転車を、花から花に渡り歩く蝶に例えて命名した。